# Schizomus cambridgei
Schizomus cambridgei är en spindeldjursart som först beskrevs av Tord Tamerlan Teodor Thorell 1889.  Schizomus cambridgei ingår i släktet Schizomus och familjen Hubbardiidae. Inga underarter finns listade i Catalogue of Life.